# 菅澤紀行
菅澤 紀行（すがさわ のりゆき、1987年〈昭和62年〉2月3日 - ）は、日本のプロバスケットボール選手。茨城県出身。ポジションはスモールフォワード。

## 来歴
茨城県出身。土浦第二小学校でバスケを始め、土浦第一中学校から家庭の都合で沖縄県恩納村に移住し、仲泊中学校（現・うんな中学校）に転校。石川高校では全国大会での実績を残せなかったものの、1年間の浪人生活を経て鹿屋体育大学に進学。3年次に手首を骨折しインカレなどの欠場を余儀なくされるも、4年次の2009年インカレでは信平優希、神津祥平、落合知也らを擁する法政大学を破り、チーム史上初めてのベスト8進出に貢献した。
大学卒業後いったんは教職に就いたものの、プロ選手を志し数か月で退職。リンク栃木ブレックスと契約を結び、その下部組織のJBL2・TGI D-RISEに加わった。D-RISEではブレックスの試合のグッズ販売の手伝いなどをしながらプレーを続け、2010-11、2011-12の2シーズン在籍した後、退団。
2012年6月、bjリーグドラフト会議の1巡目で群馬クレインサンダーズ、埼玉ブロンコス、浜松・東三河フェニックスの3球団に指名され、抽選の結果群馬に入団。2012-13シーズンは28試合に出場した。
2013年、秋田ノーザンハピネッツに移籍。秋田では主にチェイス・マクファーランドらビッグマンと交代する形で途中出場し、外国籍選手相手をインサイドで防ぐ役割を担った。2013-14シーズンは全て途中出場ながら46試合に出場し、ヘッドコーチの中村和雄は菅澤を「影の功労者」と讃えた。
またこのシーズン菅澤は、ベンチでもチームを盛り上げるため、シーズン開幕前に見た高校野球の選手達の動きをもとに、チームに得点が入った際に両人差し指を立てて両腕を頭上に突き上げるポーズをとった。この動きを周囲の観客も自然と真似るようになり、いつしか秋田を応援する観客達のほとんどが、得点のたびにポーズをとるようになった。
2014-15シーズン、新たに秋田のヘッドコーチに就任した長谷川誠は、それまでインサイド中心に働いていた菅澤にアウトサイドでのプレイも要求した。結果、田口成浩や大塚裕土らとのポジション争いにさらされることになり、このシーズン、出場試合数は24に減少した。その中でも2015年4月26日の埼玉ブロンコス戦では26得点を挙げ、ダンクショットも1つ決めた。
2015-16シーズン、11月29日の岩手ビッグブルズ戦では、前日に足を痛めた田口の出場時間を補う形で23分間出場し、17得点を決め勝利に貢献する。試合後、ヘッドコーチの長谷川は勝因に菅澤の活躍を挙げた。菅澤はこのシーズン47試合に出場し、1試合あたりの出場時間も10.6分に増やした。
2016-17シーズン、bjリーグとNBLが統合してBリーグが発足し、リーグ開幕戦はこれまで公式戦の対戦が無かったリンク栃木ブレックスと対戦することになった。9月24日の開幕戦で菅澤はスリーポイントショット2本を決め、勝利に貢献した。
シーズン終了後、岩手ビッグブルズに移籍。2018-19シーズンは仙台89ers、2019-20シーズンは富山グラウジーズに所属した。2020-21シーズンは日本人選手短期契約ルールで京都ハンナリーズに加入したが、2020年11月15日に契約が終了した。
2021-22シーズンはB3.LEAGUEに新規参入した長崎ヴェルカに所属、2022シーズンからは熊本ヴォルターズに加入することが発表された。
2023-24シーズン、熊本と選手契約を継続。
2024-25シーズン、福島ファイヤーボンズへ移籍。

## 経歴
鹿屋体育大学-TGI D-RISE(JBDL)(2010-12) - 群馬クレインサンダーズ(bjリーグ)(2012-13) - 秋田ノーザンハピネッツ(bjリーグ→B.league)(2013-17) - 岩手ビッグブルズ(2017-18) - 仙台89ERS(2018-19) - 富山グラウジーズ(2019-20) - 京都ハンナリーズ(2020-21) - 長崎ヴェルカ(2021-22) - 熊本ヴォルターズ(2022-24) - 福島ファイヤーボンズ(2024-2025）

## 特徴
- 熊本ヴォルターズでは2022-23シーズンにアシスタントコーチを兼任した。
- 自ら「グッズ担当」を名乗り[22]、ヴォルターズグッズのPRをかって出ている。「推しは一人じゃなくてもいいんです」等の発言で熊本ブースターの人気を一気に博した。
- 菅澤が企画に参加したグッズ「フード付き推しタオル」は第23節の試合会場で販売され、いずれも即日完売している。

## 個人成績

### レギュラーシーズン
| シーズン     | チーム | GP | GS | MPG   | FG%  | 3P%  | FT%  | RPG | APG | SPG | BPG | TO  | PPG |
| ------------ | ------ | -- | -- | ----- | ---- | ---- | ---- | --- | --- | --- | --- | --- | --- |
| JBL2 2010-11 | TGI    |    |    |       |      |      |      |     |     |     |     |     |     |
| JBL2 2011-12 | TGI    | 27 | 8  | 15.6  | .500 | .455 | .610 | 3.6 | 0.4 | 0.3 | 0   | 0.9 | 5.7 |
| bj 2012-13   | 群馬   | 28 | 0  | 6.4   | .267 | .211 | .455 | 0.9 | 0.2 | 0.3 | 0.1 | 0.4 | 2.1 |
| bj 2013-14   | 秋田   | 46 | 0  | 6.7   | .543 | -    | .476 | 1.2 | 0.2 | 0.2 | 0   | 0.3 | 1.3 |
| bj 2014-15   | 秋田   | 24 | 0  | 4.6   | .444 | .348 | .833 | 0.8 | 0.2 | 0.2 | 0.0 | 0.2 | 2.4 |
| bj 2015-16   | 秋田   | 47 | 0  | 10.6  | .413 | .342 | .766 | 1.1 | 0.6 | 0.4 | 0.1 | 0.2 | 3.5 |
| B1 2016-17   | 秋田   | 56 | 7  | 11.3  | .246 | .202 | .739 | 1.2 | 0.4 | 0.2 | 0.0 | 0.4 | 1.8 |
| B2 2017-18   | 岩手   | 58 | 39 | 20.0  | .358 | .224 | .611 | 3.6 | 1.5 | 0.8 | 0.1 | 1.4 | 5.9 |
| B2 2018-19   | 仙台   | 58 | 0  | 10.8  | .407 | .357 | .743 | 1.4 | 0.9 | 0.2 | 0   | 0.6 | 3.6 |
| B1 2019-20   | 富山   | 32 | 2  | 6     | .276 | .263 | .818 | 0.9 | 0.2 | 0.1 | 0   | 0.2 | 1.6 |
| B1 2020-21   | 京都   | 12 | 0  | 9.7   | .286 | .2   | .429 | 1   | 0.8 | 0   | 0.1 | 0.1 | 1.5 |
| B3 2021-22   | 長崎   | 36 | 0  | 5.6   | .383 | .167 | .537 | 0.9 | 0.5 | 0.4 | 0   | 0.4 | 2   |
| B2 2022-23   | 熊本   | 42 | 0  | 6.3   | .279 | .234 | .750 | 0.8 | 0.3 | 0.1 | 0   | 0.5 | 1.5 |
| B2 2023-24   | 熊本   | 34 | 0  | 04:18 | .271 | .267 | .667 | 0.6 | 0.2 | 0.2 | 0   | 0.1 | 1.1 |
| B2 2024-25   | 福島   | 45 | 0  | 04:47 | .310 | .286 | .625 | 0.4 | 0.3 | 0.1 | 0.0 | 0.2 | 0.9 |

### ポストシーズン
| シーズン             | チーム | GP | GS | MPG   | FG%  | 3P%  | FT%  | RPG | APG | SPG | BPG | TO  | PPG |
| -------------------- | ------ | -- | -- | ----- | ---- | ---- | ---- | --- | --- | --- | --- | --- | --- |
| B1 2016-17 残留PO    | 秋田   | 3  | 0  | 08:04 | .667 | .000 | .000 | 1.0 | 0.0 | 0.0 | 0.0 | 0.0 | 1.3 |
| B1/B2 2017-18 入替PO | 岩手   | 1  | 1  | 01:59 | .000 | .000 | .000 | 0.0 | 0.0 | 0.0 | 0.0 | 0.0 | 0.0 |
| B2 2023-24 PO        | 熊本   | 1  | 0  | 01:22 | .000 | .000 | .000 | 0.0 | 0.0 | 0.0 | 0.0 | 0.0 | 0.0 |

### アーリーカップ
| シーズン | チーム | GP | GS | MPG   | FG%  | 3P%  | FT%   | RPG | APG | SPG | BPG | TO  | PPG |
| -------- | ------ | -- | -- | ----- | ---- | ---- | ----- | --- | --- | --- | --- | --- | --- |
| EC 2017  | 岩手   | 3  | 3  | 20:03 | .267 | .375 | 1.000 | 2.3 | 3.0 | 0.3 | 0.0 | 0.3 | 4.7 |
| EC 2018  | 仙台   | 2  | 0  | 07:53 | .000 | .000 | .500  | 1.5 | 0.5 | 0.0 | 0.0 | 0.5 | 0.5 |
| EC 2019  | 富山   | 2  | 0  | 04:31 | .500 | .500 | .000  | 1.0 | 0.5 | 0.0 | 0.0 | 0.0 | 1.5 |